# 古塔-特卡喬瓦
52°2′5″N 31°4′59″E / 52.03472°N 31.08306°E
古塔-特卡喬瓦（烏克蘭語：Гута-Ткачова），是烏克蘭北部的村莊，隸屬切爾尼希夫州的切爾尼希夫區。該村始建於1776年，面積0.45平方公里，海拔高度129米，2001年人口55。